# Wüstenbach (Kahl)
Der Wüstenbach ist ein linker Zufluss der Kahl im Landkreis Aschaffenburg im bayerischen Spessart.

## Geographie

### Verlauf
Der Wüstenbach entspringt westlich von Brücken, unterhalb des ehemaligen Granitsteinbruches (heute Hahnenkammsee) an der Hohen Mark. Er verläuft Richtung Nordosten entlang des Giftigen Berges, durchfließt einige Grundstücke und unterquert an der Kläranlage des Marktes Mömbris den Kahltal-Spessart-Radweg und die Bahnstrecke Kahl–Schöllkrippen. Dort mündet der Wüstenbach in die Kahl.
Das untergegangene Dorf Wohnstadt siedelte sich im Bereich des Mittellaufs am Wüstenbach an. 
Der südliche Teil der alten Hohen Mark, welche sich früher auf beiden Seiten der Kahl befand, wurde auch Wüstenbach genannt. Heute trägt dieser Höhenzug den Namen Hahnenkamm.

### Flusssystem Kahl
- Liste der Fließgewässer im Flusssystem Kahl